# Pseudogagrella andoi
Pseudogagrella andoi is een hooiwagen uit de familie Sclerosomatidae.